# Kim Seng-yong
Kim Seng-yong (김성용?, 金成勇?) (Tokyo, 26 febbraio 1987) è un allenatore di calcio ed ex calciatore giapponese naturalizzato nordcoreano, di ruolo attaccante, vice allenatore dell'Iwate Grulla Morioka.

## Carriera

### Club
Nel 2009 si trasferisce al Kyoto Sanga, per poi giocare con Thespa Kusatsu e Nakhon Ratchasima.

### Nazionale
Con la Nazionale nordcoreana conta due presenze ed una rete.

## Statistiche

### Cronologia presenze e reti in nazionale
| Cronologia completa delle presenze e delle reti in nazionale ― Corea del Nord | Cronologia completa delle presenze e delle reti in nazionale ― Corea del Nord | Cronologia completa delle presenze e delle reti in nazionale ― Corea del Nord | Cronologia completa delle presenze e delle reti in nazionale ― Corea del Nord | Cronologia completa delle presenze e delle reti in nazionale ― Corea del Nord | Cronologia completa delle presenze e delle reti in nazionale ― Corea del Nord | Cronologia completa delle presenze e delle reti in nazionale ― Corea del Nord | Cronologia completa delle presenze e delle reti in nazionale ― Corea del Nord |
| Data                                                                          | Città                                                                         | In casa                                                                       | Risultato                                                                     | Ospiti                                                                        | Competizione                                                                  | Reti                                                                          | Note                                                                          |
| ----------------------------------------------------------------------------- | ----------------------------------------------------------------------------- | ----------------------------------------------------------------------------- | ----------------------------------------------------------------------------- | ----------------------------------------------------------------------------- | ----------------------------------------------------------------------------- | ----------------------------------------------------------------------------- | ----------------------------------------------------------------------------- |
| 19-2-2010                                                                     | Colombo                                                                       | Kirghizistan                                                                  | 0 – 4                                                                         | Corea del Nord                                                                | AFC Challenge Cup                                                             | -                                                                             | 68’                                                                           |
| 24-2-2010                                                                     | Colombo                                                                       | Corea del Nord                                                                | 5 – 0                                                                         | Birmania                                                                      | AFC Challenge Cup                                                             | 1                                                                             | 56’                                                                           |
| 22-4-2010                                                                     | Wiesbaden                                                                     | Sudafrica                                                                     | 0 – 0                                                                         | Corea del Nord                                                                | Amichevole                                                                    | -                                                                             | 29’                                                                           |
| Totale                                                                        |                                                                               | Presenze                                                                      | 3                                                                             |                                                                               | Reti                                                                          | 1                                                                             |                                                                               |

## Palmarès

### Club

#### Competizioni nazionali
- I-League: 1

 Bengaluru: 2015-2016